# Rodessa, Louisiana
Rodessa, Louisiana (енгл. Rodessa) град је у америчкој савезној држави Луизијана.

## Демографија
По попису из 2010. године број становника је 270, што је 37 (-12,1%) становника мање него 2000. године.
| Група             | 2000.       | 2010.       |
| Белци             | 216 (70,4%) | 171 (63,3%) |
| Афроамериканци    | 85 (27,7%)  | 84 (31,1%)  |
| Азијати           | 0 (0,0%)    | 0 (0,0%)    |
| Хиспаноамериканци | 1 (0,3%)    | 6 (2,2%)    |
| Укупно            | 307         | 270         |